# Rózsáskalapú tinóru
A rózsáskalapú tinóru vagy más néven fényes tinóru (Rubroboletus legaliae), egy máig még nem teljes mértékben meghatározott gombafaj.

## Előfordulása
Melegebb lomberdőkben, tölgy és bükk alatt fordul elő. Elterjedése még nem teljesen ismert, többek között Franciaországban, Olaszországban, Csehországban és Magyarországon is előfordul.

## Megjelenése
A kalap 5–10 cm széles, fiatalon párna formájú, majd domború, sokszor egyenetlen, majdnem éles, gyakran felálló peremmel; színe tejeskávébarna, majd többé-kevésbé barna, múlékony rózsaszín árnyalatokkal; száraz, fiatalon kicsit nemezes, idővel csupasz.
A csövek fiatalon nagyon keskenyek és szürkéssárgák. A fiatal gomba pórusai kezdetben sárgák és nagyon szűkek, de igen hamar kárminvörös színűek és kissé tágabbak lesznek.
A tönk 4,5–8 cm magas és 2-4 (6,5) cm vastag lehet. Alakja többé-kevésbé hengeres, a töve felé elvékonyodik. Sárgás felületét felül nagyon finom, vörös hálózat díszíti. Lefelé élénk tűzkármin vagy bíborvörös színű alapon pontozott felületű. A tövénél sárga micélium figyelhető meg.
A hús enyhe világossárga, a tönk tövében vöröses, a kalapban gyengén kékül. A lárvák rágáshelyi vörösek. Enyhén édeskés szagú.
Spóraszíne olívszínű.

## Felhasználhatósága
Nem ismert!

## Összetéveszthetősége
Nem összetéveszthető, ugyanis a hozzá kicsit hasonlító bíbor tinóru és a bíborvörös tinóru elkülöníthető.

## Megjegyzés
Ez a faj rendkívül ritka, melyet az irodalmakban nem egységesen írtak le, különböző nevek alatt ismertették: Boletus Splendidus, Boletus Satanoides, Boletus Lupinus, Boletus Purpureus, Boletus Legaliae.
Nem tisztázott gombafaj, pontos meghatározása problematikus!